# Испано-португальская война (1735—1737)

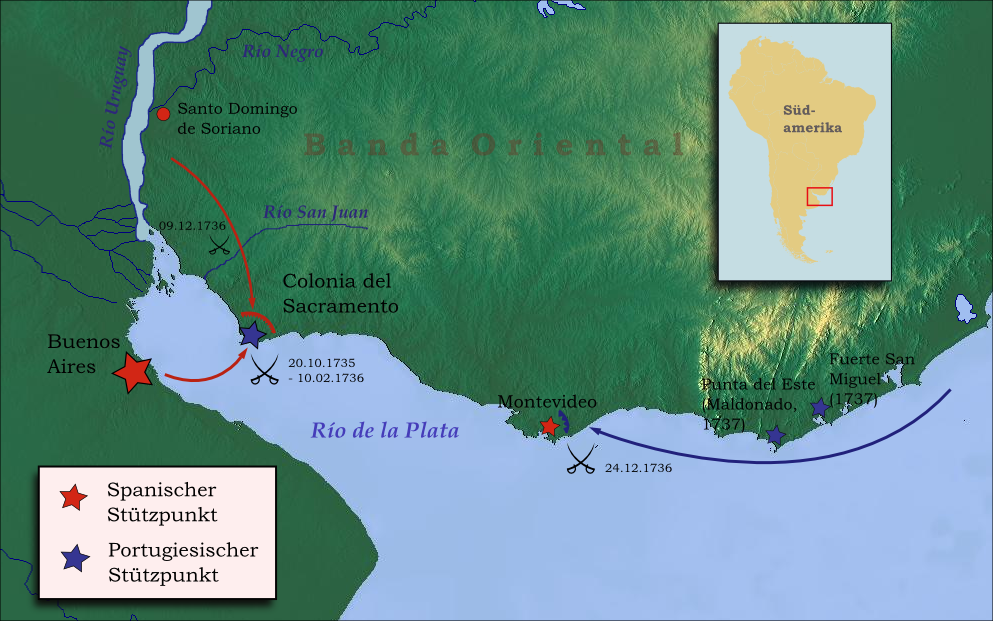
Карта конфликта

Испано-португальская война 1735—1737 годов (исп. Guerra hispano-portuguesa de 1735-1737) — военный конфликт XVIII века, возникший по поводу разграничения колониальных владений Испании и Португалии в Южной Америке.

## Причины
Пока Испания была отвлечена военными действиями в Италии во время войны за Польское наследство возобновились испано-португальские столкновения из-за малонаселенных провинций на границе Колониальной Бразилии и испанского губернаторства Рио-де-ла-Плата. Основанная там в XVII веке португальская колония Сакраменто была в 1705 году завоевана Испанией, но по Утрехтскому договору 1713 года вернулась к Португалии.
Чтобы противодействовать расширению португальских владений, генерал-капитаном Рио-де-ла-Плата Бруно Маурисио де Забала 24 декабря 1726 года был основан город Монтевидео. В марте 1734 года, новый генерал-капитан Мигель де Сальседо получил приказ из Мадрида ограничить сферу влияния Сакраменто дальностью полета пушечного ядра. Де Сальседо направил в Сакраменто ультиматум португальскому губернатору колонии, на который португальцы не обратили особенного внимания. В начале следующего года отношения между Испанией и Португалией обострились, и испанцы захватили несколько шедших в Сакраменто португальских судов.
19 апреля 1735 года после оскорбления, нанесенного испанскому посланнику в Лиссабоне, Испания объявила Португалии войну, которая в Южной Америке носила локальный характер с участием нескольких тысяч человек с каждой стороны.

## Ход военных действий
Летом 1735 года с отрядом в 1500 человек испанцев и 4000 местных индейцев Мигель де Сальседо медленно двинулся в сторону Сакраменто, разоряя по пути португальские поселения. 14 октября 1735 года испанцы осадили центр неприятельской колонии. К этому времени губернатор колонии Васконселос подготовил оборону и послал гонца в Рио-де-Жанейро за помощью. 6 января к городу прибыла португальская эскадра, которая облегчила участь осажденных.
В 1736 году к месту конфликта из Испании и Португалии было направлено несколько флотилий, между которыми произошел ряд морских боев с благоприятным для Португалии результатом. 6 сентября 1736 года Португалия даже попыталась организовать атаку на Монтевидео, но поскольку Сальседо направил туда в качестве подкрепления 200 человек, португальцы отказались от своего замысла. Однако португальское военно-морское превосходство, в августе 1736 года усиленное четырьмя кораблями, привело к морской блокаде Монтевидео. 
Несмотря на прибытия войск и кораблей, результаты для обеих сторон были скудными: испанцы не смогли взять Сакраменто, а португальцы отказались от взятия Монтевидео и задумались о новых операциях в глубине страны. Военно-морское господство в этом районе было сбалансированным, но крупных боевых действий по-прежнему не было.

## Результаты
Власти Франции, Великобритании и Соединенных провинций сообщили королю Жуану V, что все трое согласились оказать совместное давление, чтобы положить конец конфликту. 16 марта 1737 года при их посредничестве в Париже был подписан договор о восстановлении статуса-кво и урегулировании в дальнейшем пограничного спора мирным способом. В сентябре пришли новости о перемирии, подписанном обеими странами, и военные операции в этом районе прекратились. Была снята осада Сакраменто, и Мигель де Сальседо вернулся в Буэнос-Айрес.
Результат боевых действий подтвердил растущее отставание Испанской монархии в военно-экономической области. Огромная колониальная империя в очередной раз уступила своему маленькому соседу по Пиренейскому полуострову.